# Münzstätte Zwickau
Die in der Regierungszeit des Kurfürsten Friedrich II. (1428–1464) und seines Bruders Sigismund (ab 1440 Bischof von Würzburg) im Jahre 1440 gegründete Münzstätte Zwickau war mit Unterbrechungen bis 1493 in Betrieb. Meinungsverschiedenheiten zwischen dem ernestinischen Kurfürsten Johann dem Beständigen (1486/1525–1532) und dem albertinischen Herzog Georg dem Bärtigen (1500–1539) führten vorübergehend zwischen 1530 und 1533 zur Wiederinbetriebnahme der stillgelegten Münze. Nach der Wiederherstellung der Münzgemeinschaft verlegten die Wettiner die Münzstätte 1534 nach Schneeberg.

## Geschichte
Bereits in der Brakteatenzeit, als Zwickau kaiserlichen Vögten unterstand, ist in einer Urkunde von 1297 unter den städtischen Ratspersonen ein Heinrich der Münzer oder Münzmeister genannt. Der direkte Hinweis auf eine kaiserliche Münzstätte fehlt jedoch.

### Groschenzeit
In der 1440 eröffneten Münzstätte in Zwickau wurden unter der Leitung des Münzmeisters Hans Tromschmidt gemeinsame Schildgroschen des Kurfürsten Friedrich II., des Sanftmütigen mit dem Landgrafen Friedrich des Friedfertigen (1406–1440) sowie mit seinem Bruder Wilhelm in der Güte zu 20 Stück auf den rheinischen Gulden geschlagen. Nach dem Tod des Landgrafen Friedrich von Thüringen im Jahr 1440 prägte die Freiberger Münze noch bis 1442 und die Zwickauer Münze bis 1441 in der alten Güte in kleineren Mengen gemeinsame Schildgroschen Friedrichs II. und dessen Bruder Wilhelm.
Ab der sächsischen Münzreform von 1444, neue Münze war der Judenkopfgroschen (Oberwähr), prägten die Wettiner mit laufend vermindertem Silbergehalt Schildgroschen (Beiwähr) der Münzstätten Freiberg, Gotha, Saalfeld und Zwickau. Die nachfolgenden Münzordnungen zur Stabilisierung der Groschenwährung hatten die weiteren Groschentypen Horngroschen, Spitzgroschen (zu ihrer Zeit u. a. silberin groschen genannt), halbe Schwertgroschen, Bartgroschen, Zinsgroschen und schließlich die Schreckenberger Groschen zur Folge. Alle diese Groschentypen, außer Horngroschen und Zinsgroschen kamen auch in der Zwickauer Münze zur Ausprägung. Die Horngroschen wurden ab 1465 in den Münzstätten Freiberg und Colditz und 1466/1467 in der Münzstätte Wittenberg geschlagen. Die für die Einführung der Talerwährung erforderlichen Zinsgroschen prägte ab 1496 die Schneeberger und Leipziger Münze. Die Spitzgroschen wurden nach der Münzreform vom Dezember 1474 in der 1475 wiedereröffneten Zwickauer Münze geprägt, in der seit 1470 der Betrieb ruhte. Münzmeister Conrad Funke ließ sie in der früheren hohen Währung zu 20 Stück auf den rheinischen Gulden (0,937 f.) prägen. Neben der Freiberger, Colditzer, Leipziger und Gothaer Münzstätte prägte die Zwickauer Münze zusätzlich halbe Spitzgroschen. Da diese Groschen nur 5 Lot Silber (0,312 f.) enthielten, waren sie schwerer und größer ausgebracht als die ganzen Spitzgroschen. Sie sollten in einer Güte zu 40 Stück auf den rheinischen Gulden geprägt werden.
- Zwickauer Groschen:

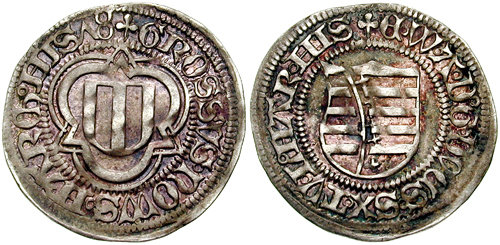
Kurfürst Ernst, Herzog Albrecht, Herzog Wilhelm III. (1465–1482), Spitzgroschen (14)78, Mmz. Kleeblatt, Münzstätte Zwickau
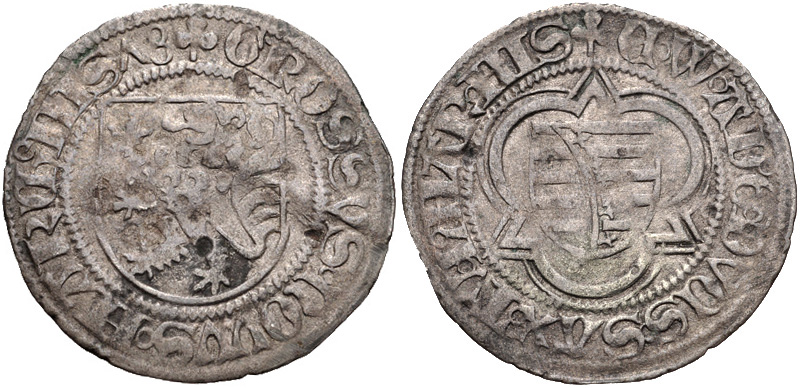
Kurfürst Ernst, Herzog Albrecht, Herzog Wilhelm III. (1465–1482), halber Spitzgroschen (14)78, Mmz. Kleeblatt, Münzstätte Zwickau. Die halben Spitzgroschen sind größer und schwerer als die ganzen Spitzgroschen.
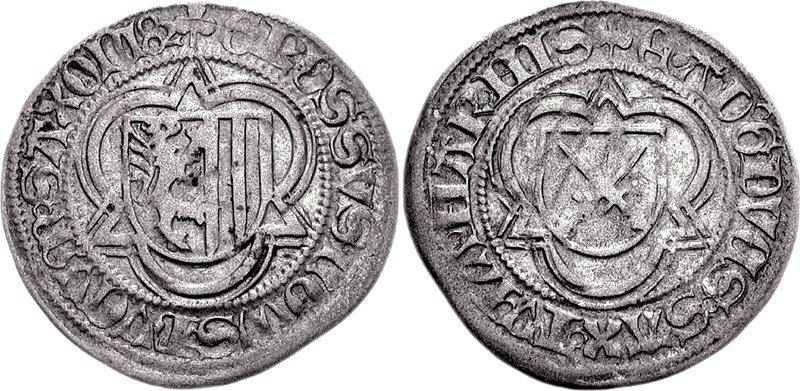
Kurfürst Ernst und Herzog Albrecht (1482–1485), halber Schwertgroschen (14)82, Mmz. Kleeblatt, Münzstätte Zwickau und Schneeberg
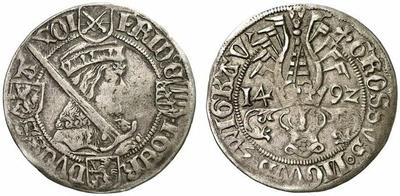
Kurfürst Friedrich III., Johann und Herzog Georg, Bartgroschen 1492, Mmz. Kleeblatt, Zwickau und Schneeberg (Krug 1878)

#### Lage der Münze
In der Chronik der Kreisstadt Zwickau von 1839 ist die Lage der Münzstätte erwähnt:
[…] Die Münzwerkstatt selbst aber wurde in der Stadt in das ansehnliche Rangesche Privathaus auf dem Holzmarkte, d. i. die noch jetzt sogenannte Münze Nr. 96 auf der Klostergasse, verlegt, wo nun durch die landesherrlichen Münzmeister Conr. Funke (von 1478 an Augustin Horn) außer Goldgülden (aus ungarischem Golde), ganze und halbe Spitzgroschen, ganze und halbe Schwertgroschen, Zinsgroschen, Löwen- und andere Pfennige, und Heller, und zwar fast sämmtliche aus reinem Silber geschlagen wurden […]
Die in der Chronik genannten Zinsgroschen sind die von 1492 bis zur Schließung der Münzstätte 1493 geschlagenen Zwickauer Bartgroschen zu 21 Groschen auf den rheinischen oder sächsischen Goldgulden, gleich den ab 1496 geprägten Schneeberger Zinsgroschen. Die Bezeichnung der Bartgroschen als Zinsgroschen  war üblich. Goldgulden wurden jedoch nicht in Zwickau, sondern in der Münzstätte Leipzig unter den Münzmeistern Hans Stockart und Heinrich Stein geschlagen.

### Talerzeit

#### Sächsische Münztrennung
Infolge Meinungsverschiedenheiten kam es 1530 bis Ende 1533 zur Trennung zwischen dem ernestinischen und dem albertinischen Münzherrn Johann dem Beständigen und Georg dem Bärtigen, zur sogenannten sächsischen Münztrennung. Die „Bergmünzstätte“ Zwickau, die 1530 vorübergehend wiedereröffnet wurde, prägten ab dieser Zeit für den Kurfürsten Johann (1525–1532) nach leichterem Münzfuß,  während Herzog Georg in den Münzstätten Freiberg, Leipzig und Annaberg NACH DEM ALTEN SCHROT UND KORN (Gütebezeichnung auf der Rückseite der Münzen Georgs) prägen ließ. Die gemeinsame Schneeberger Münzstätte auf ernestinischen Gebiet wurde stillgelegt.

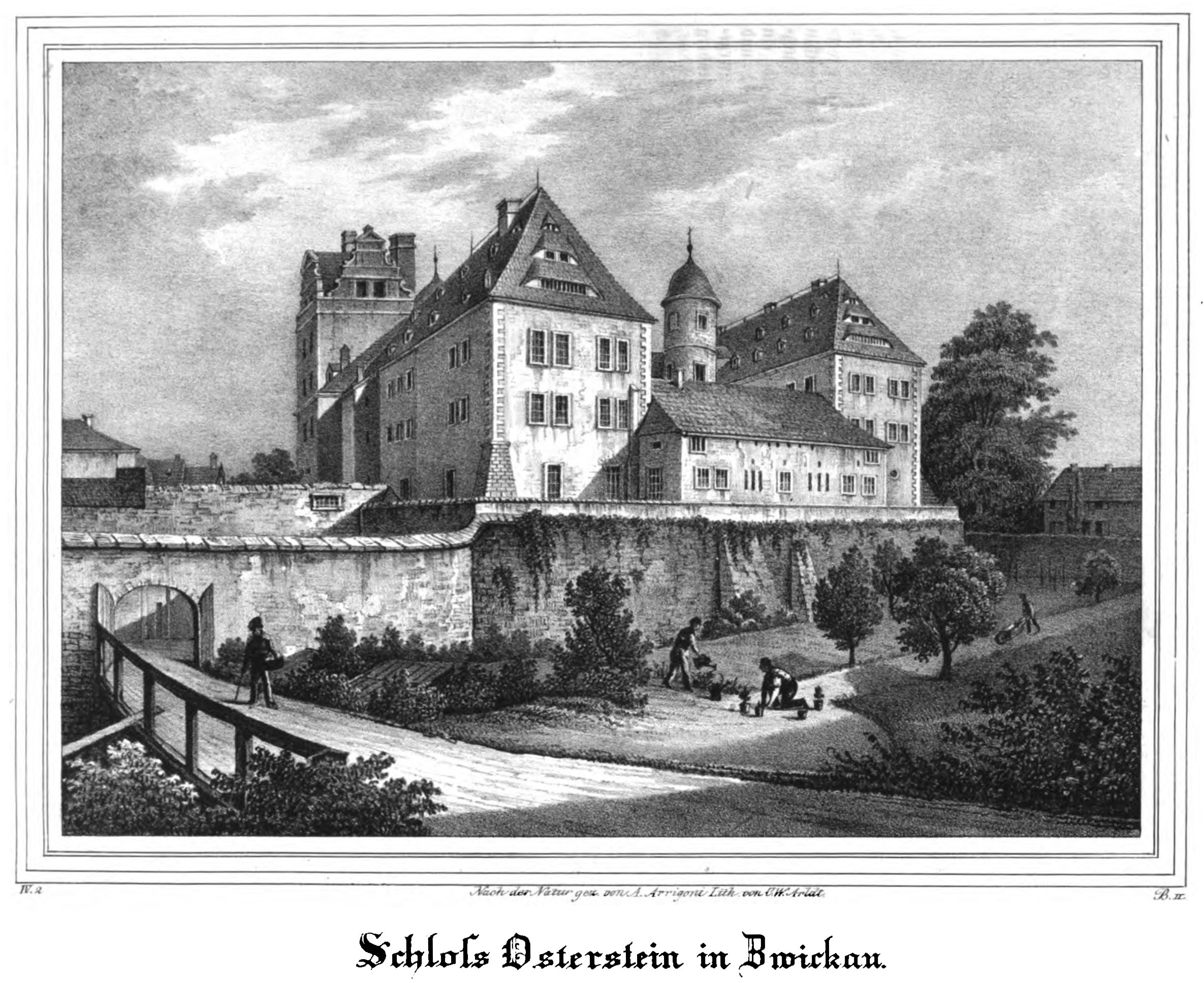
Schloss Osterstein, Lithografie 1839. In einem Vorgängerbau des Schlosses befand sich 1530–1534 die wiedererrichtete Münzstätte

Bereits im Jahre 1531 beschlossen im sogenannten Grimmaischen Machtspruch die Landesstände beider Münzherren, dass Herzog Georg seinen Anspruch auf die Hälfte der Münzstätte Schneeberg an den Kurfürsten abzutreten habe. Dafür soll die Zwickauer Münze wieder nach Schneeberg zurückverlegt werden.
Im Jahre 1534 trat die frühere Münzgemeinschaft nunmehr unter Kurfürst Johann Friedrich [1532–1547–(1554)] und Georg dem Bärtigen wieder in Kraft. Demzufolge verlegten die Wettiner die Münzstätte Zwickau zurück nach Schneeberg.
Im Zeitraum von 1530 bis 1533 prägte die Münzstätte Zwickau Dreipfennigstücke (Dreier), Halbgroschen, Groschen (Zinsgroschen), Schreckenberger, ½ Taler und Taler. -Siehe auch Sächsische Talerwährung (1500–1571).

#### Lage der Münze
Zur Wiederinbetriebnahme der seit 1493 geschlossenen Münzstätte wurde 1839 in Saxonia. Museum für Sächsische Vaterlandskunde das Münzgebäude und die Verlegung erwähnt:
[…] Eine kurfürstliche Münzstätte zur Ausprägung des aus den Bergwerken bei Schneeberg gewonnenen Silbers, wurde 1530 im Schlosse zu Zwickau angelegt und daselbst am ersten Mai dieses Jahres Geld in ganzen und halben Thalern und in kleinen Münzsorten geprägt. Doch wurde schon 1534 die Münze nach Schneeberg verlegt […].
An die Zeit der Zwickauer Münzstätte erinnert noch heute im Stadtzentrum die Münzstraße; die Verbindungsstraße zwischen Haupt- und Kornmarkt.

#### Kipper- und Wipperzeit

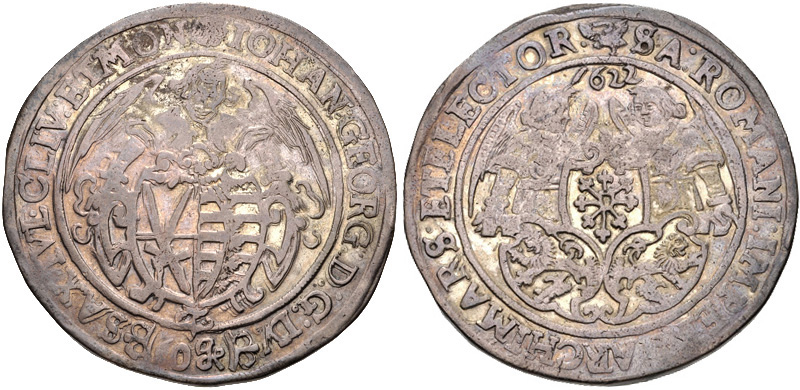
Kurfürst Johann Georg I., 60 Kippergroschen (Kippertaler) 1622

In der Zeit der Geldverfälschung, der Kipper- und Wipperzeit, wurde die Monopolstellung der Dresdner Münze mit der Errichtung von Kippermünzstätten durchbrochen. Auch in Zwickau setzte von 1621 bis 1622 unter dem Münzmeister Adam Prellhoff, Mmz. Anker und drei Schwäne, die in immer größerem Umfang betriebene Herstellung von Interims- oder Kippermünzen ein. Das waren Groschen, Doppelschreckenberger, 4-, 8-, 20-, 30-, 40- und 60 Groschenstücke (Kippertaler zu 60 Groschen).
Als Münzbild für die neuen Prägungen wurde auf der Vorderseite ein Engel als Schildhalter für das kursächsische Wappenschild verwendet und auf der Rückseite bei den Kippermünzen zu 60 Groschen zwei Engel, die drei Wappenschilde halten. Die große Ähnlichkeit mit den von 1498 bis 1571 in Sachsen und Thüringen geprägten hochwertigen Schreckenberger oder Engelsgroschen sollte die Usualmünzen in Kursachsen beliebt machen. Sie wurden zu diesem Zweck auch unter gleichem Namen geführt. Die Gepräge konnten nicht beanstandet werden, denn es waren keine Talermünzen oder deren Teile, sondern Groschenstücke, also Landmünzen, die der Reichsmünzordnung nicht entsprechen mussten. Die kleinsten Münzen, das waren einseitige Kupferpfennige, produzierte der Kupferhammer Grünthal.

## Münzmeister der Münzstätte Zwickau
| Münzmeister        | von  | bis  | Münzmeisterzeichen                      | Bemerkung                                                   |
| ------------------ | ---- | ---- | --------------------------------------- | ----------------------------------------------------------- |
| Hans Tromschmidt   | 1440 | 1441 | Kreuz, sechsstrahliger Stern            |                                                             |
| Jürge Silberborner | 1442 | 1449 | X (Andreaskreuz), sechsstrahliger Stern | ab 1445 auch Münzmeister in der Münzstätte Sangerhausen (?) |
| Conrad Funcke      | 1469 | 1470 | sechsstrahliger Stern                   |                                                             |
| Conrad Funcke      | 1475 | 1477 | Mondsichel zwischen zwei Punkten        |                                                             |
| Hans Passek        | 1477 | 1478 | Mondsichel                              |                                                             |
| Augustin Horn      | 1478 | 1481 | Kleeblatt                               |                                                             |
| Augustin Horn      | 1482 | 1485 | Kleeblatt                               | Münzmeister in Zwickau und Schneeberg                       |
| Augustin Horn      | 1490 | 1493 | Kleeblatt                               | Münzmeister in Zwickau, Schneeberg und Langensalza          |
| Sebastian Funcke   | 1530 | 1533 | X (Andreaskreuz)                        | Münzstätte 1534 nach Schneeberg verlegt                     |

In den Zeiträumen ohne Angaben war der Münzbetrieb unterbrochen.